# Liliana Hendel
Liliana Hendel (Buenos Aires, 25 de mayo de 1952) es una psicóloga y periodista feminista argentina. Es la primera secretaria al frente de la Secretaría de las Mujeres, Políticas de Género y Diversidades de La Matanza. Trabajó en Canal 13, Telefe y la Televisión Pública, donde popularizó el lenguaje con perspectiva de género y la agenda feminista. Fue fundadora de la Red PAR y de la Red Internacional de Periodistas con Visión de Género en Argentina (RIPVG-AR). Actualmente es una de las conductoras de Y ahora que estamos juntas y también de Las últimas noticias en AM 750.

## Trayectoria
Es psicóloga egresada de la Universidad de Buenos Aires (UBA) y Diplomada en Género y Comunicación por el Instituto Internacional de Periodismo “José Martí” (La Habana, Cuba).
Fue docente titular en la Carrera Interdisciplinaria de Especialización en Violencia Familiar (Universidad de Buenos Aires). Comenzó en los años 80 en el programa Buenas tardes, mucho gusto con Ana María Muchnik. Compartió espacio con Patricia Miccio en el canal Utilísima. Se hizo conocida en los mediodías de Canal 13, donde comenzó en 1997, junto a Santo Biasatti. Entre 2000 y 2004 condujo La noticia en casa por TN. Fue columnista de Telefé y en el noticiero de la Televisión Pública.
Junto a otras periodistas fundó en 2009 la Red PAR (Periodistas de Argentina en Red por una comunicación no sexista) y en 2014 la Red Internacional de Periodistas con Visión de Género en Argentina, donde actualmente se desempeña como coordinadora.
Fue una de las responsables de traer a la Argentina la campaña española “Sacá tarjeta roja al maltratador”, junto a Ariela Mancke (Latina Urbana), Ester Mancera (ONG Enlaces Territoriales para la Equidad de Género), y Pilar Garea (Españoles en el mundo).

## Negación del principio de presunción de inocencia
En 2014, Hendel fue entrevistada en un documental, donde cuestiona este principio consagrado en la Declaración Universal de los Derechos Humanos:

"Es difícil que una mujer invente que le pegaban, que le pegaban a sus hijos, o que él no le da dinero, o cualquiera de las formas de violencia. Creo que los varones mienten... al revés de lo que sucede habitualmente, que cualquier ciudadano o ciudadana es inocente hasta tanto no se demuestre lo contrario, yo creo que en las situaciones de violencia de género, por la dimensión del problema, debe invertirse la carga de la prueba. Es decir, si yo digo que él es culpable, él es culpable hasta que se demuestre su inocencia".
Liliana Hendel

Desde su espacio en la televisión, Hendel no desmintió su postura, pero afirmó que desconocía la temática del documental y dijo que "muchos profesionales hemos sido engañados, somos difamados, nos han invitado a participar diciendo que era para un documental que se llamaba 'Igualdad de género'".

## Debate por la Interrupción Voluntaria del Embarazo
El 31 de mayo de 2018, Liliana Hendel asistió a la decimoquinta jornada de debate por la legalización del Aborto en Argentina en el plenario de comisiones del Congreso de la Nación manifestando su posición a favor de la interrupción voluntaria del embarazo declarando lo siguiente: “No encuentro puntos en común con los que se oponen al aborto legal”.“Nadie puede obligar a una mujer a ser madre si no lo desea”.“La paternidad obligatoria no existe como concepto”. “El aborto es derecho a la autonomía, a la libertad para decidir la propia vida. La ley no obligará a ninguna mujer a abortar. Este es un tema de género”. “Escuchamos la voz del patriarcado, pero ubiquémoslo en el ámbito correcto”. “¿Si tenían tan buenas ideas por qué no las propusieron antes?”.  “Ante el caso concreto, los defensores del feto desparecen”.

## Premios y reconocimientos
- 2009. Mención Margarita Ponce de la Unión de Mujeres Argentinas (UMA).[21]
- 2010. Premios Lola Mora. Premio a la trayectoria.[22][23][24]
- 2010. Nominada al Premio Martín Fierro por sus columnas en Canal 13.[6][25]
- 2018. Premios Lola Mora. Premio Radio con perspectiva de género, por su programa Y ahora que estamos juntas en AM 750[26]

## Obras
- 2017. Violencias de género: las mentiras del patriarcado.  Buenos Aires: Paidós.[27][28][29][30]